# Römische Hyazinthe

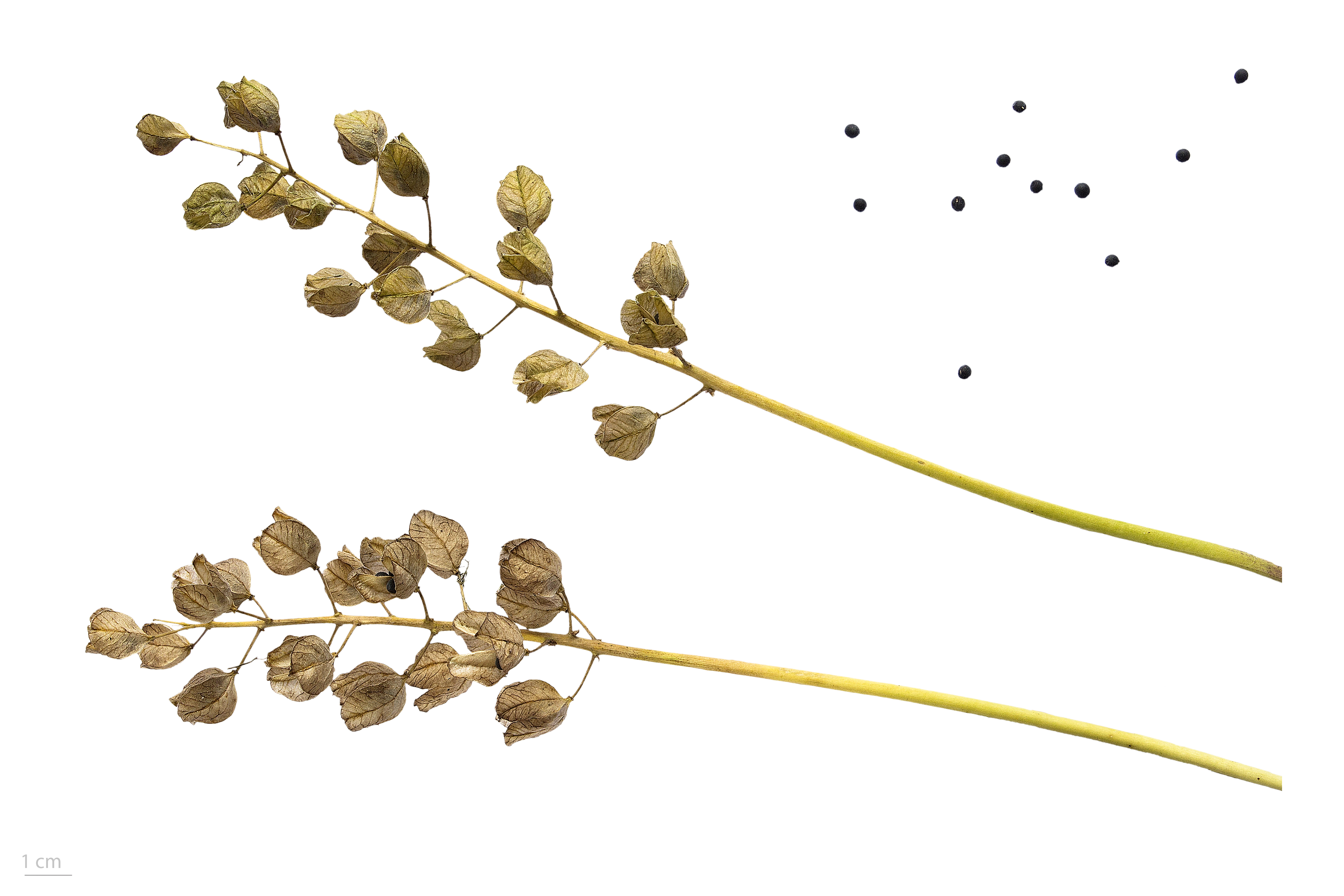
Bellevalia romana

Die Römische Hyazinthe (Bellevalia romana) ist eine Pflanzenart aus der Gattung Bellevalia in der Familie der Spargelgewächse (Asparagaceae).

## Merkmale
Die Römische Hyazinthe ist eine kahle, ausdauernde Zwiebelpflanze. Der Stängel ist blattlos und erreicht Wuchshöhen von 15 bis 40 Zentimeter. Die Zwiebel ist von einer häutigen Hülle (Tunika) umgeben. Die 3 bis 6 Blätter bilden eine grundständige Rosette. Sie sind länger als der Stängel und haben eine Breite von 5 bis 15 Millimeter. Beim Aufblühen ist der Blütenstand länglich. Er besteht aus 20 bis 30 trichterförmigen Blüten, die an aufrecht-abstehenden Stielen sitzen. Die Kronblätter sind beim Aufblühen weiß und am Grund manchmal blau überlaufen, später nehmen sie eine bräunliche Farbe an. Sie sind 8 bis 10 Millimeter lang und miteinander verwachsen, ihre freien Zipfel sind länger als die Röhre. Die Staubbeutel sind violett.
Blütezeit ist von März bis Mai.
Die Chromosomenzahl beträgt 2n = 8.

## Vorkommen
Die Römische Hyazinthe kommt im zentralen Mittelmeergebiet, seltener auch im östlichen Mittelmeergebiet und in Südwest-Frankreich vor. Sie wächst auf Feuchtwiesen, Feldern und Weinbergen.